# Katechista
Katechista – chrześcijanin ustanowiony przez władze kościelne do posługi przekazywania wiary. 

## Kościół rzymskokatolicki

### Historia

#### Nauczyciele w początkach chrześcijaństwa
Posługa katechisty znajduje swoją pierwotną formę w „nauczycielach”, o których pisał św. Paweł Apostoł w 1. Liście do Koryntian: „I tak ustanowił Bóg w Kościele naprzód apostołów, po wtóre proroków, po trzecie nauczycieli, a następnie tych, co mają moc czynienia cudów, potem tych, którzy uzdrawiają, którzy wspierają pomocą, którzy rządzą, którzy przemawiają rozmaitymi językami. Czy wszyscy są apostołami? Czy wszyscy prorokują? Czy wszyscy są nauczycielami? Czy wszyscy mają moc czynienia cudów? Czy wszyscy posiadają łaskę uzdrawiania? Czy wszyscy mówią językami? Czy wszyscy potrafią je tłumaczyć? Lecz wy starajcie się o większe dary, a ja wam wskażę drogę jeszcze doskonalszą” (1 Kor 12, 28-31). 

#### Kwestia nauczania przez kobiety
Paweł z Tarsu w 1. Liście do Tymoteusza pisze:
Nauczać […] kobiecie nie pozwalam ani też przewodzić nad mężem, lecz chcę, by trwała w cichości.
Jan Chryzostom (zwany też Złotoustym) biskup Konstantynopola z przełomu IV i V wieku, uznany za jednego z czterech największych doktorów Kościoła Wschodniego nie podchodzi do kwestii tak restrykcyjnie:
Chcę was powierzyć waszym żonom, aby one was pouczyły. To prawda, że zgodnie z nakazem Pawła, to wy powinniście być nauczycielami. Skoro jednak grzech spowodował odwrócenie porządku i ciało znalazło się ponad głową, to podejmijmy i taką drogę.
Zdaniem Ojca Kościoła zakaz nauczania przez kobiety dotyczy jedynie przemawiania podczas liturgii (kobiety były wtedy mężniejsze od lwów i dzieliły z apostołami trudy głoszenia Ewangelii). Jana Złotoustego cieszyło ewangelizacyjne zaangażowanie kobiet. Jego dwie homilie (30 i 31) są odpowiedzią na List do Rzymian. Komentuje szesnasty rozdział listu, tzw. spisu współpracowników w głoszeniu Ewangelii (w tym wielu kobiet):
My, mężczyźni, czujemy się z tego powodu zaszczyceni, ale i zawstydzeni. Zaszczyceni dlatego, że pośród nas znajdują się takie kobiety. Zawstydzeni, gdyż my, mężczyźni, pozostajemy za nimi daleko w tyle.
Za jedną z pierwszych nauczycielek wiary Złotousty uznaje Pryscyllę (Pryskę), żonę Akwili, nauczycielkę Apollosa.

#### Urząd katechisty po Soborze Watykańskim II
Papież Paweł VI w motu proprio Ministeria quaedam dostosował do czasów współczesnych posługi lektora oraz akolity, zachęcając jednocześnie Konferencje Biskupów, aby stały się promotorami innych posług, wśród których wymienił posługę katechisty: „Nic nie stoi na przeszkodzie, aby oprócz powszechnych urzędów Kościoła łacińskiego Konferencje biskupie prosiły Stolicę Apostolską o utworzenie innych, których ustanowienie we własnym regionie uważałaby ze szczególnych względów za konieczne lub bardzo pożyteczne. Do tych należą np. funkcje ostariusza, egzorcysty i katechisty (łac.: catechistae), jak też inne funkcje zlecone tym, którzy zostali powołani do dzieł miłości, tam gdzie ta posługa nie jest powierzona diakonom”.
W dniu 10 maja 2021 roku Papież Franciszek w swoim motu proprio Antiquum Ministerium formalnie zatwierdził posługę katechisty jako stałe powołanie w Kościele.  

### Katechista ustanowiony

#### Ustanowienie w posłudze katechisty
Katechizowanie jest w pierwszej kolejności zadaniem osób do tego powołanych: biskupów, kapłanów, diakonów oraz specjalnie ustanowionych katechistów świeckich. 
Posługa katechisty jest powołaniem, które wymaga należytego rozeznania przez biskupa i podkreślenia przez ryt ustanowienia. Posługa jest stałą służbą na rzecz Kościoła lokalnego, według potrzeb duszpasterskich rozeznanych przez ordynariusza miejsca, lecz wykonywaną na sposób świecki.
Urzeczywistnienie posługi katechisty w Kościołach lokalnych jest zadaniem właściwych Konferencji Biskupów. Do ich kompetencji należy ustalenie:
- ścieżki formacyjnej,
- kryteriów normatywnych wymaganych do otrzymania posługi,
- znalezienie odpowiednich form służby, zgodnie z potrzebami Kościołów lokalnych[8].

Ustalenie obrzędu ustanowienia świeckiego katechisty należy do kompetencji Kongregacji ds. Kultu Bożego i Dyscypliny Sakramentów. 
W dniach 14-15 marca 2022 roku, podczas 391. zebrania plenarnego Konferencji Episkopatu Polski, biskupi polscy ustalili polską nazwę dla tej posługi (będzie to posługa katechisty, a nie katechety), a także uchwalili Dekret ogólny w sprawie wieku i wymagań stawianych kandydatom do stałej posługi katechisty oraz przyjęli tłumaczenie na język polski Obrzędu ustanowienia katechisty (wymagane jest recognitio Stolicy Apostolskiej).

#### Zadania katechisty w liturgii
W warunkach misyjnych katechista może być szafarzem chrztu oraz pełnić funkcję nadzwyczajnego szafarza Komunii Świętej. 

#### Zadania katechisty poza liturgią

##### Katecheza w parafii
Zadaniem katechistów w parafii jest przygotowywanie dzieci, młodzieży i dorosłych do przyjęcia sakramentów. 

##### Katecheza w warunkach misyjnych
Zgodnie z kanonem 785 §1 prawa kanonicznego katechista zaangażowany w realizację dzieła misyjnego Kościoła powinien być osobą odpowiednio przygotowaną i wyróżniającą się życiem chrześcijańskim. Do jego zadań należy prowadzenie ewangelizacji, organizowanie życia liturgicznego i prowadzenie akcji charytatywnych pod kierownictwem misjonarza. Formacja katechistów przeznaczonych do pracy misyjnej powinna odbywać się w specjalnie do tego przeznaczonej szkole, a tam, gdzie takiej szkoły nie ma, powinna być prowadzona pod kierunkiem misjonarzy. 

### Katechista jako funkcja wykonywana przez inne osoby świeckie
Nie wszyscy, których nazywa się katechistami, są ustanowieni w tej posłudze obrzędem Kościoła. Tam, gdzie brakuje kapłanów, diakonów i ustanowionych katechistów, dopuszcza się do sprawowania funkcji (obowiązków) katechisty przez inne osoby świeckie, niebędące ustanowionymi katechistami. 
Co do zasady, posługa katechisty nie jest udzielana kandydatom do kapłaństwa lub diakonatu oraz zakonnikom, a także tym świeckim, którzy pełnią posługę wyłącznie w ramach jakiegoś ruchu kościelnego albo uczą religii w szkole, ale nie pełnią innych funkcji w parafii czy diecezji. 